# الإسلام في جبل طارق
يقع جبل طارق، على الطرف الأقصى في غرب البحر الأبيض المتوسط. وهو يحتل موقعاً استراتيجياً استثنائياً، وهو ما جعله موضوع صراعات عسكرية عديدة، ذلك أنه يشكل نقطة مفصلية للسيطرة على عموم حوض المتوسط. وهكذا تحارب من أجله، الرومان والقرطاجيون والأوروبيون والعرب المسلمون، قبل أن يقع في عام 1704م، تحت سيطرة البريطانيين. وقد دخل الإسلام إلى جبل طارق خلال الفتوحات الإسلامية في شمال أفريقيا والأندلس على يد الأموين عام 710م.
اكتسب جبل طارق تسميته، من اسم القائد الإسلامي طارق بن زياد، الذي أقام «رأس جسر» في أوروبا، واجتاز مع جنوده المضيق، إلى الأراضي الأسبانية، خلال فترة الفتوحات العربية الإسلامية- وكان البريطانيون قد احتفظوا باستمرار بوجود عسكري مهم في جبل طارق. وإذا كان هذا الوجود قد تضاءل كثيراً اليوم، فإن آثاره لا تزال باقية بوضوح. يتجاوز عدد سكان جبل طارق أربعين ألف نسمة، معظمهم من أُصول بريطانية وإيطالية ومالطية وبرتغالية ومغربية وإسبانية، وتعمل غالبيتهم في الجيش البريطاني، ويدين معظمهم بالمسيحية ويتبعون الكنيسة الرومانية الكاثوليكية، وتوجد أقلية مسلمة.

## الحكم الإسلامي لجبل طارق

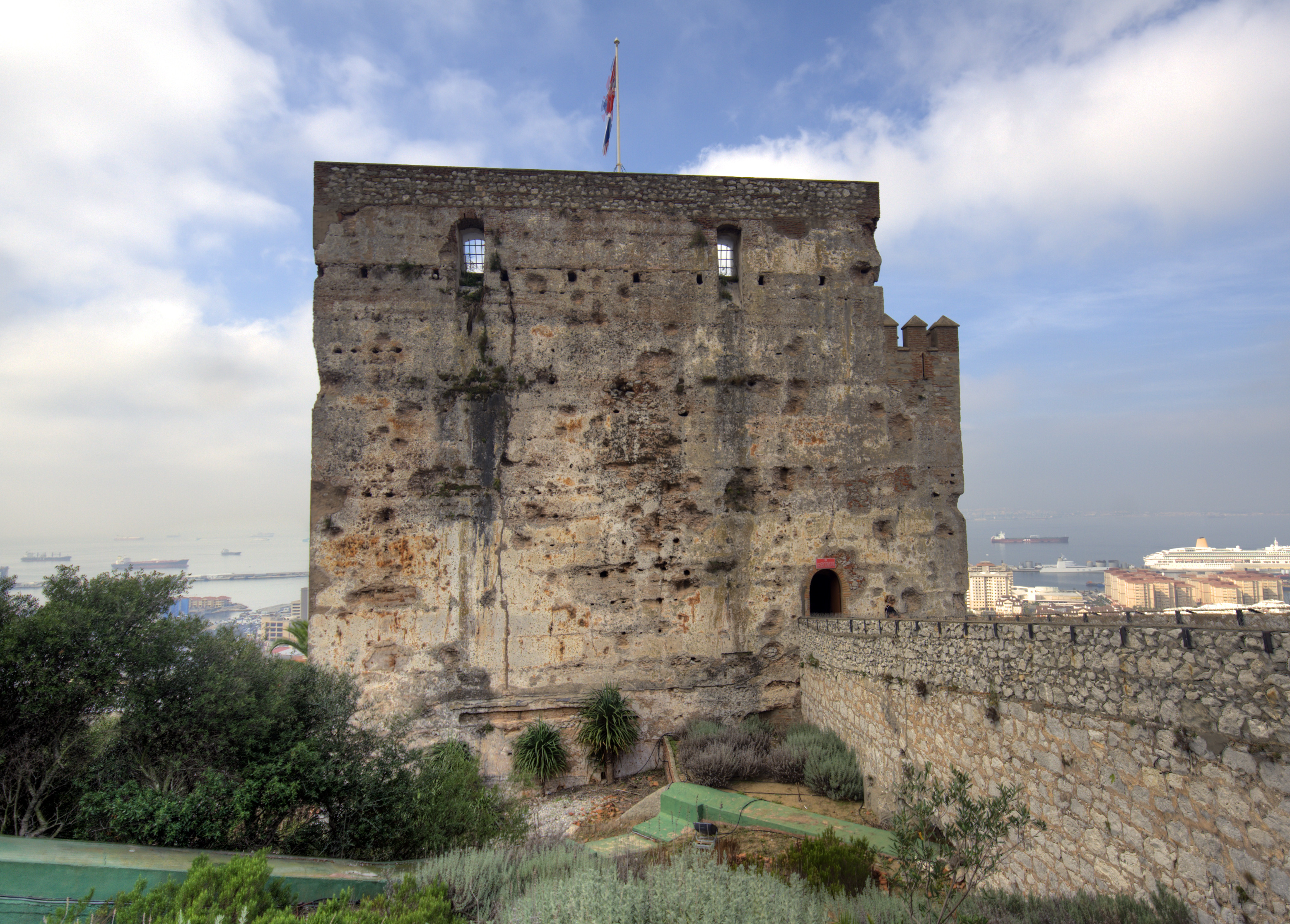
برج التكريم في القرن الرابع عشر، آخر جزء باقي من قلعة المورو بجبل طارق

بحلول عام 681 توسعت جيوش الخلافة الأموية في زحفها من موطنهم الأصلي بشبه الجزيرة العربية لغزو شمال إفريقيا والشرق الأوسط ومناطق واسعة من غرب آسيا جالبين الإسلام في أعقابهم ومحوّلين السكان المحليين إلى الدين الجديد. وبذلك أصبحوا البربر في شمال إفريقيا، أو كما أسماهم المسيحيون بالموريين، مسلمين. تحوَّل مضيق جبل طارق إلى حدود بين شمال إفريقيا الإسلامية وهسبانيا المسيحية وبهذا اكتسب أهمية إستراتيجية جديدة. تردّت الأحوال في هسبانيا إلى أن وصلت إلى الحرب الأهلية في القرن الثامن حيث تقاتلت فصائل القوط الغربيين المتناحرة للسيطرة على العرش. مما جعل الفرصة سانحة أمام الموريين لغزو هسبانيا واتباع سياسة فرّق تسُد بين الفصائل المسيحية.
وبعد هجوم في عام 710، عبر جيش أغلبه من البربر تحت قيادة طارق بن زياد من شمال إفريقيا في إبريل (نيسان) 711 ونزلت في مكان ما بالقرب من جبل طارق (رغم أنه ليس على الأرجح في الخليج أو صخرة جبل طارق). فتوحاته تركت وراءها إرثا خالدًا لجبل طارق: فقد سُمّي مونس كالبي على اسمه جبل طارق وفيما بعد تم تحريف الاسم إلى جبرلتار بالإنجليزية.
تم تحصين جبل طارق لأول مرة في عام 1160 على يد سلطان الدولة الموحدية عبد المؤمن بن علي استجابة للتهديدات الساحلية التي يمثله ملوك أراغون وقشتالة المسيحيون. أعيد تسمية جبل طارق باسم جبل الفتح، إلا أن هذا الاسم لم يستمر، حيث وضعت أساسات مدينة تدعى مدينة الفتح عند المنحدرات العليا بصخرة جبل طارق. لم يكن واضخًا على وجه التحديد كم من الوقت مر منذ تأسيس مدينة الفتح حيث كانت البقايا الأثرية غير كافية.
في أواخر القرن الثالث عشر وأوائل القرن الرابع عشر خاضت قشتالة معارك مع مرينيون المغرب وبنو نصر من مملكة غرناطة للسيطرة على مضيق جبل طارق. وهذا الصراع (بالإسبانية: لا كويستيون ديل استريتشو قضية المضيق) هو مرحلة رئيسية في تاريخ استعادة المسيحيين لإسبانيا. وبالرغم من أنه لم يكن يوجد أي تسجيل وثائقي متاح في الفترة التي عقبت تأسيس مدينة الفتح، هناك أسباب للاعتقاد بأن هناك مدينة صغيرة مُحصنة كانت موجودة في جبل طارق، وكان وجودها هو النتيجة المباشرة لسقوط طريفا في عام 1292. بعد سقوط المدينة كان متوقعًا أن ملك قشتالة سانتشو الرابع سيفرض الحصار على الجزيرة الخضراء (مع أنه في الحقيقة لم يفعل ذلك) لكي يحول دون اتصال المرينيون بشبه الجزيرة الإيبيرية. إن التهديد القائم في ظل وجود معقل مسيحي في الغرب من شأنه أن يجعل من الضروري إقامة حامية في شرق الجزيرة الخضراء. وبهذه الطريقة سيؤمن جبل طارق الحماية لمؤخرة الجزيرة الخضراء وسيوفر نقطة تراجع في حالة سقوط المدينة. وفي الوقت ذاته، فإن مرتفعات صخرة جبل طارق توفر موقع مراقبة متميز لرصد تحركات الأسطول المسيحي في المضايق.
لم يلبث أن حل عام 1309 حتي وضعت دفاعات جبل طارق أمام أول اختبار لها في حصار جبل طارق الأول. في ذلك العام كانت قوات فرناندو الرابع ملك قشتالة وخايمي الثاني ملك أراغون المتحالفة ستشن هجومًا على مملكة غرناطة الإسلامية، مستهدفة ألمرية شرقًا والجزيرة الخضراء، عبر خليج جبل طارق غربًا. وفي يوليو (تموز) عام 1309 فرض القشتاليون حصارًا على كل من الجزيرة الخضراء وجبل طارق. وفي ذلك الوقت كان لدى الأخير (جبل طارق) عدد سكان متواضع حوالي 1,200 شخص وقلعة وتحصينات بدائية. وأثبتوا عدم قدرتهم على مهمة صد القشتاليين فاستسلمت حامية جبل طارق من بنو نصر بعد شهر واحد. يئس فرناندو من حصاره للجزيرة الخضراء في فبراير (شباط) التالي ولكنه استمر في حصاره لجبل طارق، طاردًا المورو ويعيد إسكانه بالمسيحيين. تم بناء قلعة وحوض لبناء السفن بناء على تعليماته لتأمين سيطرة القشتاليين على شبه الجزيرة. كما أصدر الملك فرناندو براءة تمليك يمنح امتيازات لسكان جبل طارق لحثهم على البقاء، حيث لم يكن يعتبر في البداية مكانًا مضيافًا للعيش.

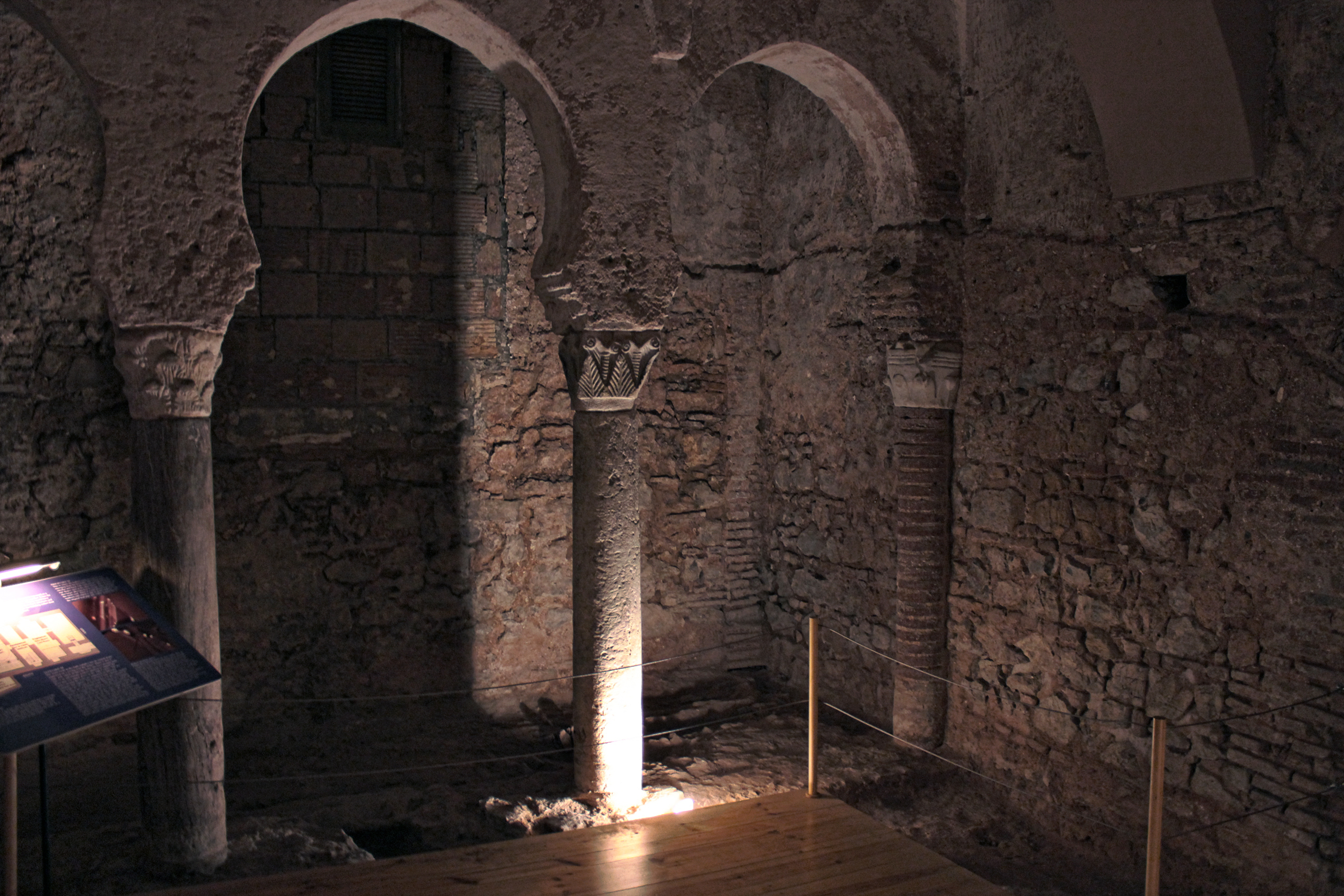
حمامات الموريين بجبل طارق، أدرجت الآن في متحف جبل طارق

وفي عام 1315 حاول الموريون من بني نصر استعادة جبل طارق (الحصار الثاني لجبل طارق) ولكنهم رفعوا حصارهم القصير عنه عندما أتت قوات إغاثة قشتالية. وبعد ثمانية عشر عامًا اتحد كل من محمد الرابع بن إسماعيل، سلطان غرناطة النصريّ وأبو الحسن علي بن عثمان، سلطان مملكة فاس المريني لحصار جبل طارق (الحصار الثالث لجبل طارق) بجيوش وقوات بحرية كبيرة. ولكن في هذه المرة لم يكن ألفونس الحادي عشر، ملك قشتالة، قادرًا على تجميع قوات إغاثة لعدة شهور خوفًا من وقوع حركات التمرد داخل مملكته. وأخيرًا وصلت قوة الإغلثة في يونيو (حزيران) 1333 ولكنها فوجئت بأن سكان جبل طارق الذين تضوروا جوعًا كانوا قد استسلموا بالفعل لموريو مملكة فاس. وجد القشتاليون أنفسهم مجبرين على حصار عدو مُترسخ (الحصار الرابع لجبل طارق)، ولكنهم لم يستطيعوا اختراق دفاعات المورو ووصل الأمر إلى طريق مسدود، فاتفق الطرفان على وقف القتال في مقابل تقديم تنازلات متبادلة وأربعة أعوام من الهدنة.
أقام أبو الحسن الحصون المنيعة حول جبل طارق حتى وصفها المؤرخون بـ «الأسوار الحصينة تحيط المدينة كما تحيط الهالة بالهلال» تحسبًا لوقوع حرب جديدة، وقد اندلعت في حينها عام 1339. إلا أن قوات أبو الحسن مُنيت بهزيمة نكراء في معركة ريو سالادو (نهر سالادو) في أكتوبر (تشرين الأول) 1340 وتقهقر إلى الجزيرة الخضراء. حاصر القشتاليون المدينة لعامين وأخيرًا أجبروها على الاستسلام بالرغم من أن جبل طارق لا تزال في أيدي المورو. كانت دفاعات شبه جزيرة جبل طارق قد تطورت بشكل كبير بعد أن بنى أبو الحسن أسوار جديدة وأبراج ومخازن الذخائر وقلعة مما جعل الاستيلاء عليها محاولة أكثر صعوبة. فرض ألفونس الحادي عشر مجددًا الحصار على جبل طارق (الحصار الخامس لجبل طارق) في عام 1349 بعد وفاة أبو الحسن ولكن تم إحباط الحصار بانتشار الموت الأسود (الطاعون) عام 1350 والذي قضى على العديد من جنوده وأودى بحياته.
ظل جبل طارق في أيدي المورو حتى عام 1462 ولكن تنازع عليه بنو نصر غرناطة ومرينيون مملكة فاس. وفي عام 1374 سلّم الأخير شبه الجزيرة إلى الأول، على ما يبدو، تقديرًا لدعم غرناطة العسكري في قمع الثورات في المغرب. وفي عام 1410 ثارت حامية جبل طارق على بني نصر ولكن جيش غرناطة استرد سيطرته في العام التالي بعد حصار قصير (الحصار السادس لجبل طارق). ومن ثم اتخذ الغرناطيون من جبل طارق قاعدة لهجماتهم على الأراضي المسيحية، مما حفّز إنريكي بيريز دي غوزمان الكونت الثاتي لنييبلا أن يفرض الحصار عام 1436 (الحصار السابع لجبل طارق). إلا أن تلك المحاولة انتهت بكارثة؛ حيث تم صد الهجوم مسفرًا عن خسائر بشرية فادحة حتى إنريكي نفسه غرق أثناء محاولته للهروب بحرًا. وعثر الموريون على جثته وقطعوا رأسه وعلقوها على أسوار جبل طارق طيلة الاثنين وعشرين عامًا التالية.
وصل حكم الموريون لجبل طارق إلى نهايته في أغسطس (آب) 1462 عندما شنّت قوة صغيرة من القشتاليين تحت قيادة ألونسو دي أركوس، حاكم مدينة طريفة بهجوم مفاجئ (الحصار الثامن لجبل طارق). بدأ القشتاليون هجومهم بينما كان كبار قادة جبل طارق وسكانه يقدمون الولاء لسلطانهم غرناطة الجديد. بعد هجوم قصير ألحق خسائر جسيمة بالمحاربين، فاستسلمت الحامية لابن إنريكي دي غوزمان وهو خوان ألونسو دي غوزمان الآن أول دوق مدينة شذونة. وتم طرد السكان الموريين مرة أخرى بأعداد كبيرة ليحل المسيحيون مكانهم.

## المركز الإسلامي بجبل طارق
هو مركز إسلامي يقع بجامع خادم الحرمين الشريفين بجبل طارق ومن أهم مهامه مايلي:
1. - إعداد مواقيت الصلاة وإعلانها وتوزيعها وتوزيع المصحف الشريف.
2. - دروس دينية يومية وإسبوعية ورمضانية.
3. - عقود الزواج والطلاق وإشهار الإسلام.
4. - الإشراف على الأحوال الشخصية للمسلمين وكذلك المقبرة الإسلامية.
5. - مدرسة تعليم اللغة العربية.
6. - مكتبة إسلامية متنوعة.
7. - دروس للتعريف بالإسلام.